# Doubrava (Vlachovo Březí)
Doubrava je vesnice, část města Vlachovo Březí v okrese Prachatice v Jihočeském kraji. Leží zhruba dva kilometry západně od Vlachova Březí. Nemá vlastní katastrální území, ale sdílí je s Uhřicemi. V roce 2011 zde trvale žili tři obyvatelé.

## Historie
První písemná zmínka o vesnici pochází z roku 1569.

## Obyvatelstvo
| Rok            | 1869 | 1880 | 1890 | 1900 | 1910 | 1921 | 1930 | 1950 | 1961 | 1970 | 1980 | 1991 | 2001 | 2011 | 2021 |
| -------------- | ---- | ---- | ---- | ---- | ---- | ---- | ---- | ---- | ---- | ---- | ---- | ---- | ---- | ---- | ---- |
| Počet obyvatel | 95   | 73   | 73   | 78   | 76   | 93   | 87   | 39   | 32   | 25   | 17   | 9    | 5    | 3    | 3    |
| Počet domů     | 18   | 18   | 18   | 18   | 18   | 17   | 17   | 14   | 14   | 10   | 7    | 14   | 14   | 15   | 15   |

## Obecní správa
Při sčítání lidu v letech 1850–1976 Doubrava byla osadou obce Uhřice v okrese Prachatice. Od 30. dubna 1976 je částí města Vlachovo Březí v okrese Prachatice.

## Galerie

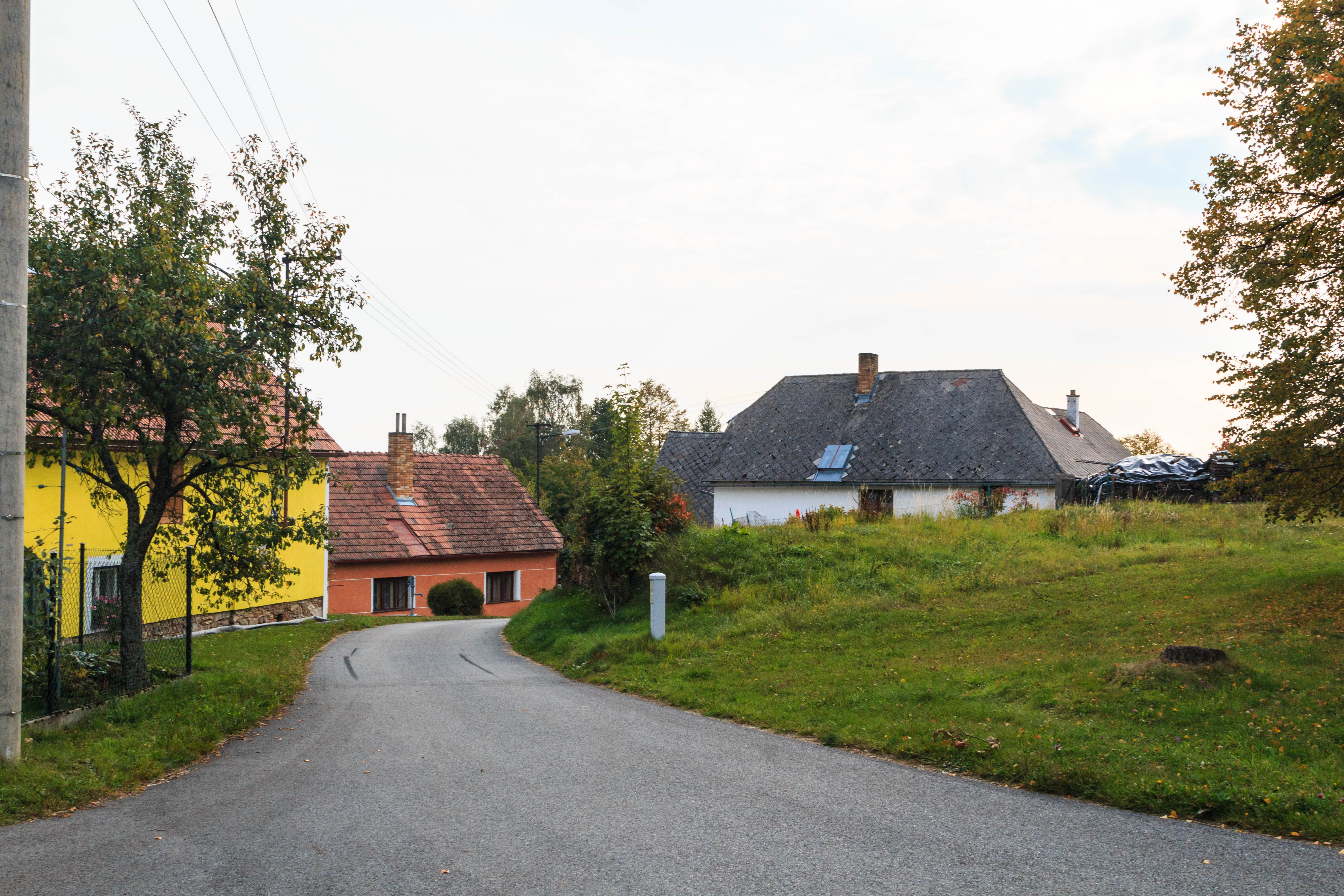
Dům čp. 1
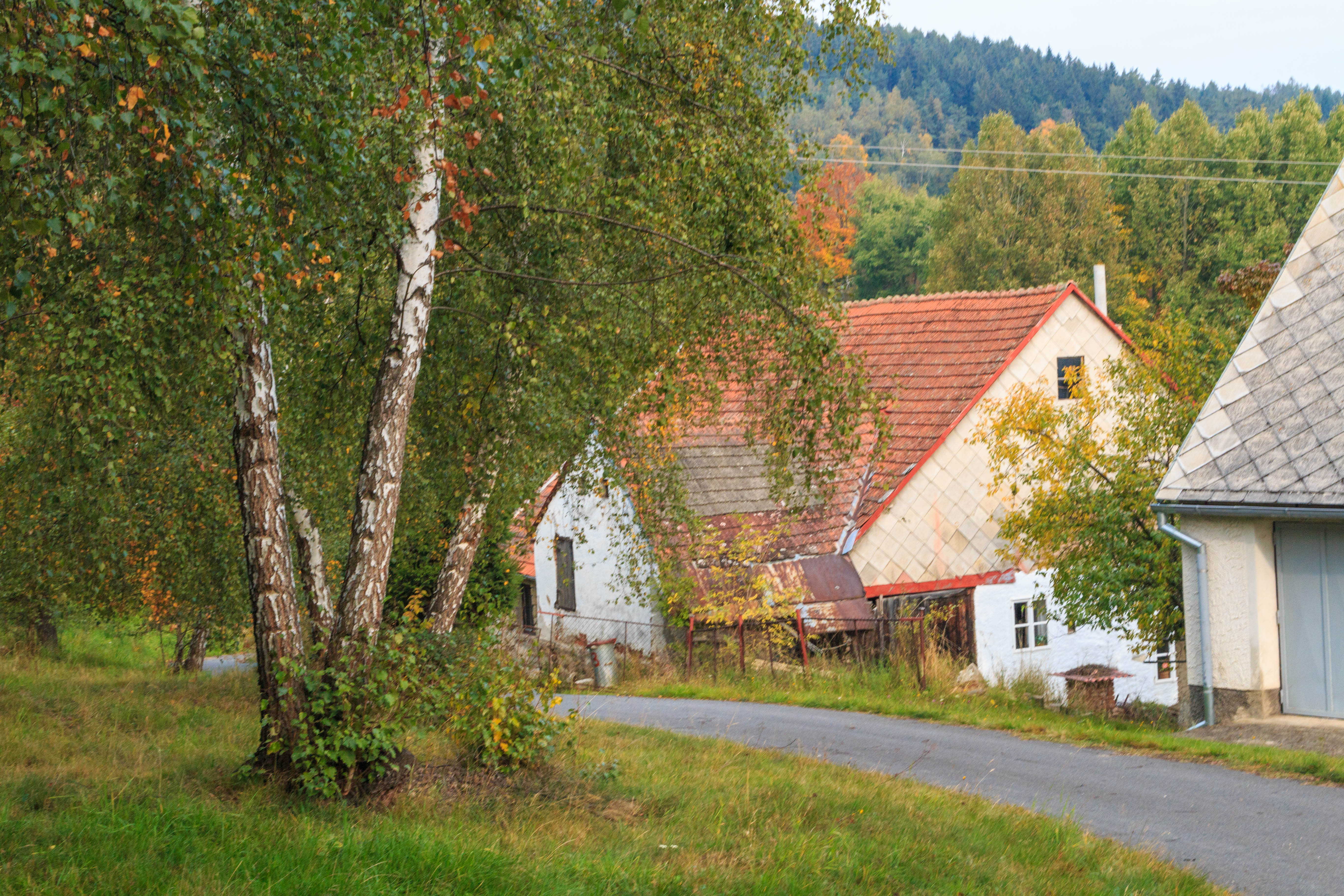
Dům čp. 13
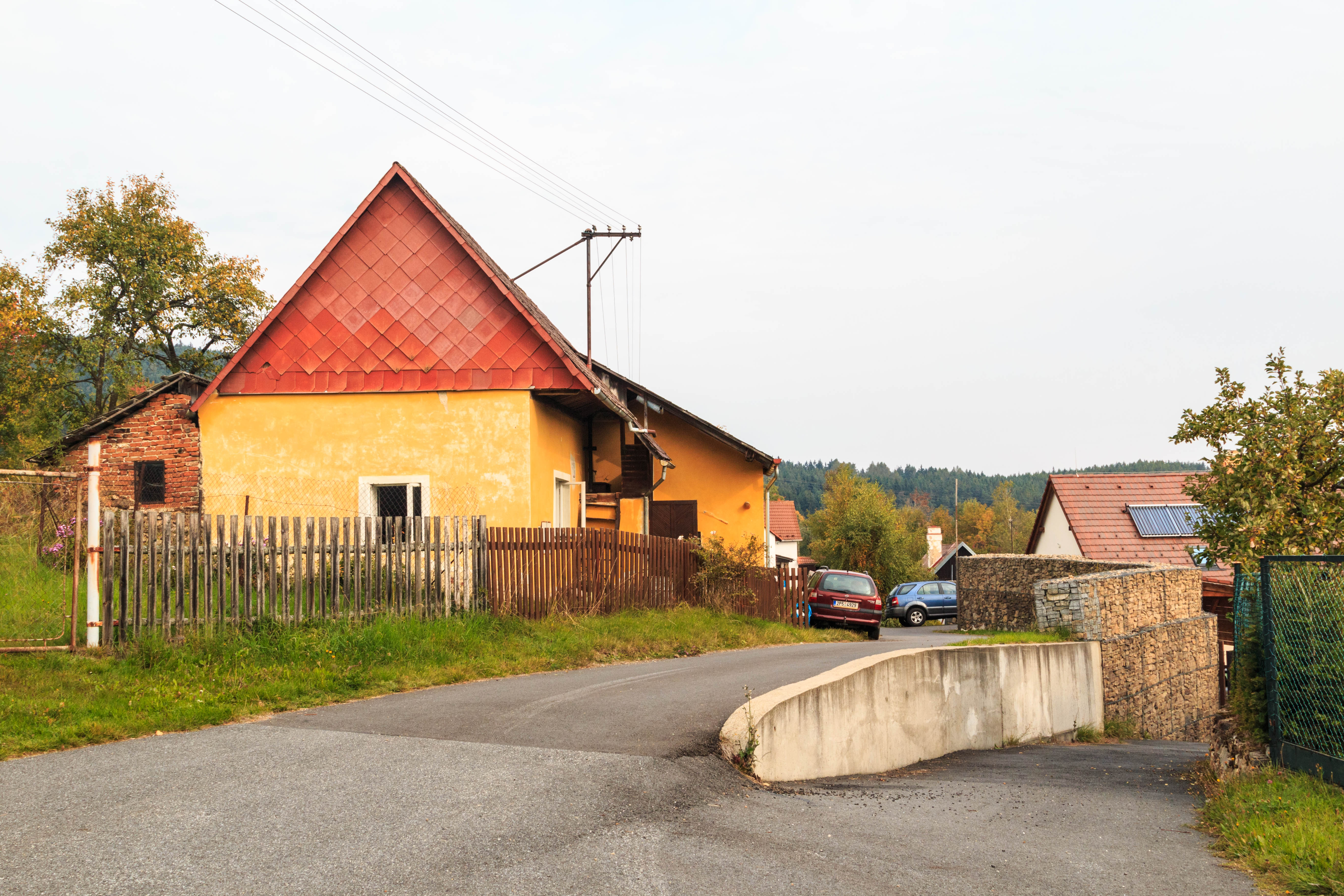
Dům čp. 8
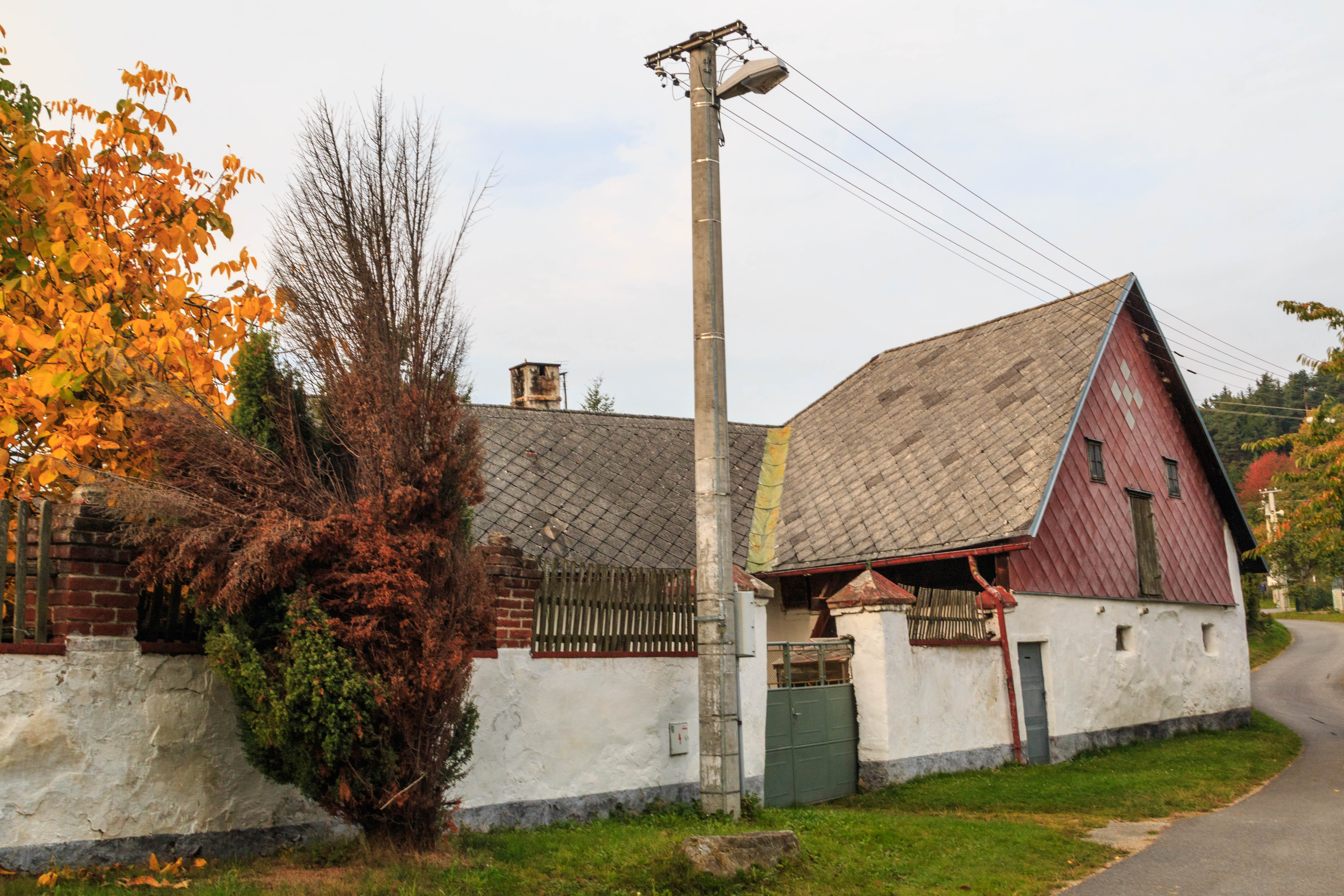
Dům čp. 15